# Dominique Bona
Dominique Bona (Perpignano, 29 luglio 1953) è una scrittrice francese.

## Biografia
Il 18 aprile 2013 è eletta al seggio 33 dell'Académie française, succedendo così a Michel Mohrt.

## Opere
- Les Heures volées, romanzo, Mercure de France, 1981.
- Argentina, romanzo, Mercure de France, 1984.
- Romain Gary, biografia, Mercure de France, 1987 - Grand Prix de la biographie de l'Académie française.
- Les Yeux noirs ou « les vies extraordinaies des sœurs Hérédia », biographie, Lattès, 1989 - Grand Prix de la Femme, Alain Boucheron, Prix de l'Enclave des Papes, Prix Lutèce, Prix des Poètes français.
- Malika, romanzo, Mercure de France, 1992 - Prix Interallié
- Gala, biografia, Flammarion, 1994.
- Stefan Zweig, l'ami blessé, biografia, Plon, 1996.
- Le Manuscrit de Port-Ébène, romanzo, Grasset, 1998 - Prix Renaudot
- Berthe Morisot, le secret de la femme en noir, biographie, Grasset, 2000 - Bourse Goncourt de la biographie, Prix Bernier de l'Académie des Beaux-Arts.
- Il n'y a qu'un amour, romanzo, Grasset, 2003 - Ouvrage sur André Maurois et ses amours.
- La Ville d'hiver, romanzo, Grasset, 2005.
- Camille et Paul : La passion Claudel, biografia, Grasset, 2006.
- Clara Malraux, biografia, Grasset, 2010.
- Stefan Zweig, biografia, Grasset, 2010.
- Deux sœurs : Yvonne et Christine Rouart, muses de l'impressionnisme, Grasset, 2012 - Prix spécial Simone-Veil 2012